# Rémi Cavagna
Rémi Cavagna (Clermont-Ferrand, 10 agosto 1995) è un ciclista su strada francese che corre per il team Groupama-FDJ. Professionista dal 2017, ha vinto una tappa alla Vuelta a España 2019 e tre titoli nazionali Elite.

## Carriera
Ottimo cronoman, nel 2016 ai campionati europei Under-23 a cronometro si piazza terzo alle spalle del vincitore Lennard Kämna e di Filippo Ganna, sulla distanza di 25,4 km. In stagione, vestendo la divisa del team Klein Constantia, vince anche una tappa al Circuit des Ardennes e la classifica finale del Tour de Berlin.
Esordisce tra i professionisti nel gennaio 2017, tra le file della Quick-Step Floors, alla Vuelta a San Juan, ottenendo il primo piazzamento di rilievo: si classifica quarto nella terza tappa, una cronometro di 11,9 km, a 7" dal vincitore Ramūnas Navardauskas. Grazie al buon piazzamento indossa la maglia di leader della classifica dei giovani. Il giorno successivo non riesce a tenere il passo dei migliori, arrivando a circa 7' dai primi, e perdendo così la maglia bianca. Conclude la corsa al trentottesimo posto a 6'59" da Bauke Mollema. Successivamente conclude al secondo posto della classifica, a 6" da Jens Keukeleire, il Giro del Belgio perdendo la maglia di capoclassifica all'ultima frazione, a causa degli abbuoni. Ottiene la prima top ten in una gara di World Tour al termine della quarta tappa del Tour of Guangxi, con arrivo in salita, dove si piazza decimo a 22" dal vincitore Tim Wellens.
Nel 2018 ottiene la prima vittoria da professionista vincendo per distacco la Dwars door West-Vlaanderen a seguito di un attacco a 7 km dal traguardo.
Nel 2019 vince la terza tappa del Tour of California grazie ad un attacco portato a oltre 160 km dal traguardo, prima in compagnia di Alex Hoehn e poi da solo, imponendosi con oltre sette minuti di vantaggio sui primi inseguitori. Nella stessa stagione fa sua anche la diciannovesima tappa della Vuelta a España, in solitaria sul traguardo di Toledo.

## Palmarès
- 2013 (Juniores)

2ª tappa Le Trophée Centre Morbihan (Réguiny > Naizin, cronometro)
- 2015 (Pro Immo Nicolas Roux)

Tour du Centre Var
3ª tappa Tour des Cantons (Sainte-Croix-de-Mareuil, cronometro)
2ª tappa Tour d'Auvergne (Lavoute-Chilhac, cronometro)
Campionati francesi, Prova a cronometro Under-23
Chrono de Tauxigny (cronometro)
- 2016 (Klein Constantia)

5ª tappa Volta ao Alentejo (Santiago do Cacém > Évora)
1ª tappa Circuit des Ardennes (Rocquigny > Poix-Terron)
3ª tappa, 1ª semitappa Tour de Berlin (Baruth, cronometro)
Classifica generale Tour de Berlin
3ª tappa Paris-Arras Tour (Gravelle > Arras)
3ª tappa Wyścig Solidarności i Olimpijczyków (Pabianice > Sieradz)
Campionati francesi, Prova a cronometro Under-23
- 2018 (Quick-Step Floors, una vittoria)

Dwars door West-Vlaanderen - Johan Museeuw Classic
- 2019 (Deceuninck-Quick Step, due vittorie)

3ª tappa Tour of California (Stockton > Morgan Hill)
19ª tappa Vuelta a España (Avila > Toledo)
- 2020 (Deceuninck-Quick Step, due vittorie)

Ardèche Classic
Campionati francesi, Prova a cronometro
- 2021 (Deceuninck-Quick Step, tre vittorie)

5ª tappa Giro di Romandia (Friburgo, cronometro)
Campionati francesi, Prova in linea
6ª tappa Giro di Polonia (Katowice, cronometro)
- 2023 (Soudal Quick-Step, cinque vittorie)

1ª tappa Settimana Internazionale di Coppi e Bartali (Riccione > Riccione)
5ª tappa Settimana Internazionale di Coppi e Bartali (Carpi, cronometro)
Campionati francesi, Prova a cronometro
1ª tappa Okolo Slovenska (Košice > Košice)
Classifica generale Okolo Slovenska

### Altri successi
- 2014 (Pro Immo Nicolas Roux)

2ª tappa Tour du Jura (Base de Bellecin > Clairvaux-les-Lacs, cronosquadre)
- 2016 (Klein Constantia)

Classifica giovani Paris-Arras Tour
- 2023 (Soudal Quick-Step)

Campionati europei, Staffetta

## Piazzamenti

### Grandi Giri
- Giro d'Italia

2018: 115º
2021: 68º
- Tour de France

2020: 113º
2023: 106º
- Vuelta a España

2019: 52º
2020: 83º
2022: 103º

### Classiche monumento
- Milano-Sanremo

2022: 127º
- Giro delle Fiandre

2024: 75°
- Parigi-Roubaix

2024: 103°
- Liegi-Bastogne-Liegi

2018: ritirato
2019: ritirato
2020: 110º
2025: 118º
- Giro di Lombardia

2019: 102º

### Competizioni mondiali
- Campionati del mondo su strada

Toscana 2013 - Cronometro Juniores: 51º
Ponferrada 2014 - Cronometro Under-23: 40º
Doha 2016 - Cronometro Under-23: 13º
Doha 2016 - In linea Under-23: 78º
Bergen 2017 - Cronometro Under-23: 12º
Yorkshire 2019 - In linea Elite: ritirato
Imola 2020 - Cronometro Elite: 7º
Fiandre 2021 - Cronometro Elite: 14º
Fiandre 2021 - In linea Elite: ritirato
Wollongong 2022 - Staffetta mista: 7º
Wollongong 2022 - Cronometro Elite: 11º
Glasgow 2023 - In linea Elite: ritirato
Glasgow 2023 - Staffetta mista: 2º
Glasgow 2023 - Cronometro Elite: 25º
- Giochi olimpici

Tokyo 2020 - In linea: ritirato
Tokyo 2020 - Cronometro: 17º

### Competizioni europee
- Campionati europei

Frýdek-Místek 2013 - Cronometro Juniores: 3°
Tartu 2015 - Cronometro Under-23: 8°
Tartu 2015 - In linea Under-23: 97°
Plumelec 2016 - Cronometro Under-23: 3°
Plouay 2020 - Cronometro Elite: 2°
Fiandre 2021 - Cronometro Elite: 9°
Drenthe 2023 - Cronometro Elite: 8°
Drenthe 2023 - Staffetta mista Elite: vincitore
Limburgo 2024 - In linea Elite: ritirato